# ألفي راي سميث
ألفي راي سميث الثالث (ولد في 8 سبتمبر 1943) هو عالم كمبيوتر اميركي شارك في تأسيس شعبة الحاسب الآلي في لوكاس فيلم وبيكسار، وشارك في ثمانينيات وتسعينيات القرن الماضي في توسيع استخدام التحريك الحاسوبي إلى فيلم روائي طويل.  

## التعليم
حصل ألفي سميث على درجة البكالوريوس في الهندسة الكهربائية من جامعة ولاية نيو مكسيكو (NMSU) سنة 1965. قام بإنشاء أول رسوميات حاسوبية له في عام 1965 في NMSU. تحصل على درجة الدكتوراه في عام 1970. في علوم الكمبيوتر من جامعة ستانفورد، مع أطروحة حول الأتمتة الخلوية النظرية تحت إشراف مشترك من قبل مايكل أ. أربيب، إدوارد ح. مكلوسكي، وبيرنارد ويدرو.

## المسار مهني
عمل أستاذًا مشاركًا في الهندسة الكهربائية وعلوم الكمبيوتر في جامعة نيويورك، تحت رئاسة هربرت فريمان، أحد أوائل باحثي رسومات الكمبيوتر من عام 1969 إلى عام 1973.[بحاجة لمصدر] درس لفترة وجيزة في جامعة كاليفورنيا، بيركلي في عام 1974.[بحاجة لمصدر]
أثناء عمله في Xerox PARC في عام 1974، عمل سميث مع ريتشارد شوب على سوبر باينت، أوائل برامج تحرير الرسومات النقطية للكمبيوتر أو برامج «الرسام».[بحاجة لمصدر] كانت مساهمة سميث الرئيسية في هذا البرنامج هي إنشاء الفضاء اللوني (ص ش ض) و (ص ش ق) ، المعروفة أيضًا باسم HSB.[بحاجة لمصدر] أنشأ أول رسوم متحركة على الكمبيوتر على نظام SuperPaint.
انضم سميث إلى مختبر رسومات الحاسوب الجديد في معهد نيويورك للتكنولوجيا (NYIT) عام 1975، حيث حصل على المسمى الوظيفي «كوانتا المعلومات». عمل جنبًا إلى جنب مع استوديو الرسوم المتحركة التقليدية، والتقى إد كاتمول والعديد من الموظفين الأساسيين في بيكسار. عمل سميث على سلسلة من برامج الرسم الحديثة بما فيها Paint3 أول محرر رسومات نقطية بألوان حقيقية. كجزء من هذا العمل، شارك في ابتكار مفهوم تجميع ألفا.  كان أيضًا مبرمجًا ومتعاونًا في الرسوم المتحركة لإد إمشويلر سنستون،  المدرجة في مجموعة متحف الفن الحديث في نيويورك. عمل سميث في معهد نيويورك للتكنولوجيا حتى عام 1979، ثم لفترة وجيزة في مختبر الدفع النفاث مع جيم بلين في مسلسل كارل ساغان التلفزيوني الكون: رحلة شخصية . 
كان سميث عضوًا مؤسسًا في شعبة الكمبيوتر لوكاس فيلم مع إد كاتمول، الذي طور برامج رسومات الكمبيوتر، بما في ذلك تقنية الاستخلاص الجديدة.
شارك سميث وكاتمول في تأسيس شركة بيكسارعام 1986 بتمويل من ستيف جوبز. بعد بيعها من لوكاس فيلم، عمل في مجلس الإدارة وكان نائب الرئيس التنفيذي. وفقًا لسيرة ستيف جوبز لجيفري س يونغ. ترك ألفي راي بيكسار بعد جدال محتد مع جوبز حول استخدام السبورة. [11] حيث كانت هناك قاعدة غير مكتوبة أنه لم يُسمح لأي شخص بخلاف جوبز باستخدام السبورة أثناء وجوده، وهي قاعدة قرر سميث أن يكسرها أمام الجميع بعدها تخاصم جوبز معه وانتهى بهم الأمر بالصراخ في وجه بعضهم البعض. على الرغم من كونه المؤسس المشارك لشركة بيكسار، إلا أن الشركة قد أغفلت إلى حد كبير دوره في تاريخ الشركة منذ مغادرته. على سبيل المثال، لا يوجد ذكر لـسميث على موقع بيكسار. 
كان لمدة أربع سنوات (1988-1992) عضوًا في مجلس أمناء المكتبة الوطنية للطب في بيثيسدا ، ميريلاند، حيث كان له دور أساسي في افتتاح مشروع الإنسان المرئي.
عام 1991، ترك سميث شركة بيكسار للمشاركة في تأسيس شركة Altamira Software ، مع إريك ليونز ونيكولاس كلاي. استحوذت شركة ميكروسوفت على Altamira في عام 1994. أصبح سميث أول زميل رسومات حاسوبية في ميكروسوفت في عام 1994. ستستمر شركة Pixar في إصدار حكاية لعبة في العام التالي وإطلاقها للجمهور.
تقاعد سميث من ميكروسوفت في 1999، حاليًا يقوم بإلقاء العديد من الكلمات العلمية والتقاط الصور الرقمية وعلم الأنساب والبحث في التاريخ التقني. يعيش في سياتل، واشنطن. في عام 2010 تزوج سميث من أليسون جوبنيك، مؤلفة وأستاذة علم النفس في جامعة كاليفورنيا ، بيركلي.

## الجوائز
بالمشاركة، تم تكريم سميث مرتين من قبل أكاديمية فنون وعلوم الصور المتحركة لمساهماته العلمية والهندسية في تركيب الصور الرقمية (1996) وأنظمة التلوين الرقمي (1998).
حصل سميث وريتشارد شوب في عام 1990على جائزة جائزة إنجاز الرسومات الحاسوبية عن تطويرهما لبرامج الرسام.
منحته جامعة ولاية نيو مكسيكو درجة الدكتوراه الفخرية في ديسمبر 1999.   انتخب سميث عضوا في الأكاديمية الوطنية للهندسة سنة 2006. في عام 2010، تم انتخاب سميث زميلًا في الجمعية الأمريكية لعلماء الأنساب ومنح جائزة واشنطن في شيكاغو لتعزيز «رفاهية البشرية».
في عام 2012، مُنح سميث جائزة الإنجاز مدى الحياة لندوة الوسائط الرقمية في بولدر، كولورادو، وحصل على لوحة في دائرة الشرف بجامعة ولاية نيو مكسيكو.[بحاجة لمصدر] في عام 2013، تم انتخاب سميث زميلًا في الجمعية الأمريكية لتقدم العلوم.[بحاجة لمصدر] سميث عدة منح من مؤسسة العلوم الوطنية والوقف الوطني للفنون خلال مسيرته المهنية.[بحاجة لمصدر]

## روابط خارجية
- ألفي راي سميث على موقع IMDb (الإنجليزية)
- ألفي راي سميث على موقع أول موفي (الإنجليزية)
- ألفي راي سميث على موقع قاعدة بيانات الفيلم (الإنجليزية)
- موقع ألفي راي سميث
- أجرى المقابلة آلان ماكفارلين في 20 يونيو 2017 (فيديو)